# Episodi di Cavaliere per caso (terza stagione)
La terza stagione della serie televisiva statunitense Cavaliere per caso, composta da 10 episodi, è stata trasmessa negli Stati Uniti, su BYU Television dal 15 marzo al 24 maggio 2020.
In Italia la stagione è stata trasmessa in prima visione assoluta con un doppio episodio ogni lunedi su Super! dal 4 ottobre al 1º novembre 2021.
| nº | Titolo originale   | Prima TV USA   | Titolo italiano                       | Prima TV Italia  |
| -- | ------------------ | -------------- | ------------------------------------- | ---------------- |
| 1  | Wishy Washy Part 2 | 15 marzo 2020  | Il tafferuglio magico (seconda parte) | 4 ottobre 2021   |
| 2  | Glimpse            | 22 marzo 2020  | L'anello magico                       | 4 ottobre 2021   |
| 3  | Fancy Pants        | 29 marzo 2020  | Pantaloni fantasia                    | 11 ottobre 2021  |
| 4  | Mirabel            | 5 aprile 2020  | Mirabel                               | 11 ottobre 2021  |
| 5  | Just Desserts      | 12 aprile 2020 | Solo dessert                          | 18 ottobre 2021  |
| 6  | Lake Monster       | 19 aprile 2020 | Mostro del Lago                       | 18 ottobre 2021  |
| 7  | A Bone to Pick     | 26 aprile 2020 | Un osso da scegliere                  | 25 ottobre 2021  |
| 8  | Sporg              | 10 maggio 2020 | Sporg                                 | 25 ottobre 2021  |
| 9  | Uncle Arnolf       | 17 maggio 2020 | Zio Arnolf                            | 1º novembre 2021 |
| 10 | Dead Dea           | 24 maggio 2020 | Morto morto                           | 1º novembre 2021 |

## Il tafferuglio magico (seconda parte)
- Titolo originale: Wishy Washy Part 2
- Diretto da: Jeffrey Hunt
- Scritto da: LeeAnne H. Adams & Brian J. Adams

### Trama
Ragana ha scambiato l'anno di servitù di Baldric con Dwight e la tartaruga che desidera. Ragana spera di usare le abilità di Dwight per ottenere tutti i desideri che desidera dalla tartaruga che desidera. Quando Dwight rifiuta, lei la usa felice per obbligare Dwight a costringerlo a dare tutti i desideri che le guadagna. Gretta, Baldric, Hexela e Chlodwig li inseguono e escogitano un piano per salvare Dwight, ma il loro piano avrà successo quando Ragana sembra aver acquisito un potere illimitato?
- Altri interpreti: Lauren Revard (Madgie), Nicky Buggs (Vika), Abbie Cobb (Ragana), Kanoa Goo (Sir Aldred), Nate Sears (Mr. Dale).

## L'anello magico
- Titolo originale: Glimpse
- Diretto da: Jeffrey Hunt
- Scritto da: David Drew Gallagher

### Trama
Hexela e Baldric attraversano i vecchi effetti personali di Ragana per vedere cosa ha vinto Hexela. Tra questi c'è un anello noto come The Glimpse. Lo Scorcio offre a chi lo indossa uno sguardo a un evento nel loro futuro che si verificherà quel giorno. Nonostante gli venga sconsigliato di usarlo, Gretta ruba The Glimpse per vedere cosa potrebbe accadere. Ora Chlodwig, Gretta e Dwight devono dirigersi verso la Taverna dei Suini e dello Slosh per cercare di evitare che si verifichi questo scorcio.
- Altri interpreti: Josh Breslow (Jacopo), Kanoa Goo (Sir Aldred), Nate Sears (Mr. Dale), Esteban Cueto (Secondo teppista).

## Pantaloni fantasia
- Titolo originale: Fancy Pants
- Diretto da: Eyal Gordin
- Scritto da: David Drew Gallagher

### Trama
Dwight decide di assistere Baldric e Gretta con qualche pulizia primaverile. Mentre lo fa si imbatte in un paio di pantaloni giullare. I pantaloni giullare saltano su Dwight e iniziano a correre in giro per la città. Quando Baldric e Gretta finalmente lo prendono, sono in grado di togliersi i pantaloni da Dwight, ma saltano su Baldric e poi iniziano a correre in giro per la città. Mentre i pantaloni continuano a passare da uno all'altro, decidono di chiamare Hexela per chiedere aiuto. Apprende rapidamente che i pantaloni sono infatti sotto il controllo del maniacale giullare di corte Ludicriosi. Qualcuno può fermare il caos dei pantaloni?
- Altri interpreti: Bonita Friedericy (Nana), Morgan Ryan (Lemonade Girl), Leeanne H. Adams (Jogger 1), Brian J. Adams (Jogger 2).

## Mirabel
- Titolo originale: Mirabel
- Diretto da: James Larkin
- Scritto da: Valerie Hill Wahlert, LeeAnne H. Adams & Brian J. Adams

### Trama
La palla dell'età di Gretta è fallita in passato più volte, così Baldric decide di trasformare la Woodside Sweethearts Ball nella sua palla di entrata in età. Tuttavia, ogni volta che viene menzionato, si verifica una raffica di vento. Alcuni credono che il vento sia un fantasma arrabbiato, ma se è così perché sta cercando Gretta? E se è un fantasma, Dwight e la compagnia possono impedirlo di rovinare la palla a tutti gli altri?
- Altri interpreti: Tori Kostic (Mirabel), Aidan Alexander (Chad).

## Solo dessert
- Titolo originale: Just Desserts
- Diretto da: James Wahlberg
- Scritto da: Laura Eichhorn

### Trama
Baldric ed Hexela si preparano ad andare su una prenotazione per il pranzo fino a quando Madgie rapisce Hexela e cerca di rivendicare Baldric come suo nuovo amante per l'eternità. Nel frattempo Dwight e Gretta vengono convocati alla Taverna dei Suini e dello Slosh per servire come membri del dovere della giuria dopo che una mucca ha preso a calci qualcuno in testa.
- Altri interpreti: Lauren Revard (Madgie), Michael A. Cook (Mann), Sean Hankinson (Herald), Rial Ellsworth (Lord Steward), Kelly Tippens (Neighbor's Wife), Dylan Kussman Angus Pewlet, Andrew Hunter (Cow's Owner), Brian Troxell (Neighbor).

## Mostro del Lago
- Titolo originale: Lake Monster
- Diretto da: Jeffrey Hunt
- Scritto da: David Drew Gallagher

### Trama
Dwight e Gretta si uniscono al giornale Woodside dove apprendono che Winnie the Wyvern sta elevando a Woodside Lake. Winnie crede che i tempi bui stanno per tornare e sta cercando di fare un avvertimento. Quando la comunità locale inizia a dirigersi verso Woodside Lake per cercare di catturare il wyvern Dwight e la compagnia deve trovare un modo per comunicare con Winnie prima che le cose possano impazzire per tutte le persone coinvolte.
- Altri interpreti: Christian Gabriel Anderson (Zeke), Chase Steven Anderson (Dronelover99), Catherine Lidstone (Winnie the Wyvern), Lauren Boyd (Dronelover98), Yani Simone (First Fan Girl), Haley Goldman (Secondo Fan Girl), Maya Santandrea (Terzo Fan Girl), Eleanor Caudill (Wedding Planner), Henry Adams (McCollis), Jude Adams (McCollis).

## Un osso da scegliere
- Titolo originale: A Bone to Pick
- Diretto da: Eyal Gordin
- Scritto da: LeeAnne H. Adams & Brian J. Adams

### Trama
Zeke porta Gretta e Dwight con sé per investigare su una nuova storia: misteriosi buchi vengono doppiati intorno a Wayside. Mentre si trova in un sito, Dwight trova un ciondolo che conduce lui e Gretta all'agenzia assicurativa del signor Dale. Quando arrivano apprendono che il signor Dale ha scavato buche ogni notte, e più di 200 sono stati scavati. Tuttavia non ha alcuna raccolta di scavarli o di imparare ciò che stanno trovando in questi luoghi. Altrove Baldric ed Hexela cercano di usare un incantesimo di attrazione per trovare Sir Aldred e imparare quante ossa il tovinor ha raccolto.
- Altri interpreti: Marc Farley (barista), Dusty Mitchell (Waiter), Christian Gabriel Anderson (Zeke), Kanoa Goo (Sir Aldred), Nate Sears (Mr. Dale), Josh Breslow (Jacopo), Tim Sitarz (Primo teppista).

## Sporg
- Titolo originale: Sporg
- Diretto da: Jeffrey Hunt
- Scritto da: LeeAnne H. Adams & Brian J. Adams

### Trama
Il Tovenar in possesso di Mr. Dale inganna Dwight e Gretta nel rinunciare alla posizione dell'ultimo osso tovenar. Sir Aldred va al negozio di Hexela e recupera l'osso finale, dopo di che ritorna alla Bradipo e alla Taverna dei Suini per resuscitare il tovinar. Jacopo aiuta Dwight e Gretta a fuggire prima di decidere di fuggire. Il signor Dale segue l'esempio, assumendo un uber per portarlo all'aeroporto in modo che possa fuggire in Madagascar. Dopo aver liberato Hexela e Baldric dall'incantesimo magnetico di Sir Aldred, Hexela si rende conto che un'antica creatura potrebbe sapere come far morire un Tovenar. Il gruppo chiama Winnie e le chiede come possono uccidere permanentemente i tovinar. Winnie rivela che Dwight è l'unico che può fare il compito, e dovrà contattare zio Arnolf per ulteriore assistenza. Nel frattempo Sporg rivela che le ossa dei Tovenar sono sparse in tutta la Terra, ma il protettore originale prese un osso da ogni Tovenar e le nascose tutte insieme, il che significa che se possono trovare quella volta possono recuperare rapidamente tutte le ossa dei loro fratelli.
- Altri interpreti: Brandon Nesmith (Sporg),  Kanoa Goo (Sir Aldred), Nate Sears (Mr. Dale), Josh Breslow (Jacopo), Catherine Lidstone (Winnie the Wyvern).

## Zio Arnolf
- Titolo originale: Uncle Arnolf
- Diretto da: Jeffrey Hunt
- Scritto da: LeeAnne H. Adams & Brian J. Adams

### Trama
Chlodwig arriva per ospitare guy's club poco dopo che Gretta e la compagnia hanno chiesto l'aiuto dello zio Arnolf. Lentamente ma inesorabilmente ogni membro del Club di Guy arriva, ma quando arriva zio Arnolf li manda in missione in tutto il cosmo. Zio Arnolf rivela la presenza delle Reliquie del Tovenar, chiamate Reliquiario. Il gruppo si chiede come l'osso di Sporg sia stato rimosso dal reliquiario, così zio Arnolf li porta dal Ladro di Wenzo in modo che possa raccontare loro la storia. Wenzo rivela che suo zio ha trovato il Reicquary in una tomba nascosta nel castello di Gretta, purtroppo gli uccelli hanno portato Sporg e Sir Aldred in quel luogo. Recuperano le ossa e sono pronti a prendere il controllo del mondo. Zio Arnolf rivela di poter inviare il gruppo in Spagna e alla fiamma immortale, ma prima devono ottenere il permesso da Fate the Owl, lo stesso Gufo che ha portato Dwight al castello di Gretta in primo luogo. Gretta e Dwight ottengono il permesso, ma gli uccelli informano Sporg facendo sì che entrambi i gruppi si dirigono verso il luogo delle fiamme immortali con tutto ciò che è in gioco.
- Altri interpreti: Kanoa Goo (Sir Aldred), Brandon Nesmith (Sporg), Chase Steven Anderson (Dronelover 99), Matthew Patrick Davis (Zio Arnolf), Kyle More (Wenzo), Tim Sitarz (primo teppista), Marc Farley (Barkeep).

## Morto morto
- Titolo originale: Dead Dea
- Diretto da: Frank Waldeck
- Scritto da: LeeAnne H. Adams & Brian J. Adams

### Trama
Dopo aver aperto il portale zio Arnolf se ne va, ma non prima di dire al gruppo che hanno bisogno di salvare le ultime 4 ciambelle per una giornata piovosa e dicendo loro che il portale può rimanere aperto solo per 23 minuti e 23 secondi. Dwight, Gretta e Chlodwig entrano nel portale e cercano di smetterla, ma tutti i loro sforzi non fa che far arrabbiare la fiamma. I Tovenar arrivano e iniziano a combattere costringendo Hexala ad usare la candela che ha vinto da Ragana per congelare il tempo. Alla fine il gruppo nota lo script della procedura guidata scritto intorno alla fiamma. Dà istruzioni molto specifiche: solo Dwight può mettere fuori la fiamma con acqua distillata dalle montagne himalayane. Fortunatamente questa è l'acqua che Nana ha fatto bere a Dwight. Dwight recupera una bottiglia e la usa per sconfiarla, distruggendo così tutti i Tovenar. Quella sera Gretta ufficialmente Cavalieri Dwight e lo rende Sir Dwight per sempre. Dwight chiede se qualcosa può andare peggio, ma gli altri si rifiutano di rispondergli.
- Altri interpreti: Christian Gabriel Anderson (Zeke), Kanoa Goo (Sir Aldred), Brandon Nesmith (Sporg), Matthew Patrick Davis (Zio Arnolf), Dusty Mitchell (Cameriere).